# You Win Again (Van Morrison e Linda Gail Lewis)
You Win Again è il ventottesimo album discografico in studio del cantautore britannico Van Morrison, pubblicato nel 2000.

## Il disco
Si tratta di un album collaborativo realizzato in duetto con la cantante statunitense Linda Gail Lewis (sorella di Jerry Lee Lewis).
L'album è stato registrato a Bath (Inghilterra) nel 2000 ed è stato pubblicato dalla Virgin Records.

## Tracce
1. Let's Talk About Us (Otis Blackwell) – 2:53
2. You Win Again (Hank Williams) – 3:01
3. Jambalaya (On the Bayou) (Williams) – 2:57
4. Crazy Arms (Ralph Mooney, Chuck Seals) – 3:37
5. Old Black Joe (Stephen Foster) – 3:21
6. Think Twice Before You Go (Al Smith) – 2:38
7. No Way Pedro (Van Morrison) – 3:44
8. Shot of Rhythm and Blues (Terry Thompson) – 3:59
9. Real Gone Lover (Dave Bartholomew, Ruth Durand, Joseph Robichaux) – 3:09
10. Why Don't You Love Me (Like You Used to Do)? (Williams) – 2:23
11. Cadillac (Ellas McDaniel) – 2:33
12. Baby (You've Got What It Takes) (Clyde Otis, Murray Stein, Brook Benton) – 3:45
13. Boogie Chillen (John Lee Hooker) – 4:00

## Formazione
- Van Morrison - voce, chitarra, armonica
- Linda Gail Lewis - voce, piano
- Ned Edwards - chitarra, mandolino, cori
- Paul Godden - steel guitar
- Lee Goodall - sassofono
- Pete Hurley - basso
- Colin Griffin - batteria

## Classifiche
| Anno | Classifica                          | Posizione raggiunta |
| ---- | ----------------------------------- | ------------------- |
| 2000 | Regno Unito (Official Albums Chart) | 34                  |